# Bulletin of the American Astronomical Society
Bulletin of the American Astronomical Society (BAAS; Bull. Am. Astron. Soc.) é a revista de registros da Sociedade Astronômica Americana, criada em 1969. Publica reuniões da sociedade, obituários dos seus membros e artigos acadêmicos. São publicadas por ano quatro edições, que são colecionadas em um único volume.
Os artigos são indexados e, muitas vezes arquivados, a partir do Sistema de Dados Astrofísicos, usando o código do jornal BAAS. 